# 2015 VG157
2015 VG157 est un objet transneptunien détaché, qui pourrait être en résonance 5:12 avec Neptune, ceci restant à confirmer son orbite étant encore mal déterminée. Il fait partie des objets connus situés à plus de 2 fois la distance de Neptune.